# Meigenia majuscula
Meigenia majuscula är en tvåvingeart som först beskrevs av Camillo Rondani 1859.  Meigenia majuscula ingår i släktet Meigenia och familjen parasitflugor. Inga underarter finns listade i Catalogue of Life.